# جون هارت (سياسي كندي)
جون هارت هو سياسي كندي، ولد في 31 مارس 1879 في جمهورية أيرلندا، وتوفي في 7 أبريل 1957 في فيكتوريا في كندا. حزبياً، نشط في BC United ‏. وقد انتخب Premier of British Columbia ‏ (9 ديسمبر 1941 – 29 ديسمبر 1947).